# Ursus deningeri
Ursus deningeri és una espècie de mamífer carnívor extint de la família dels ossos (Ursidae) que visqué a Euràsia durant el Plistocè, fa entre 129.000 anys i 1,8 milions d'anys. Se n'han trobat restes fòssils a Alemanya, Bèlgica, Espanya (incloent-hi el jaciment arqueològic del barranc de la Boella, a la Canonja, i el jaciment de Cal Guardiola i Vallparadís Estació, a Terrassa), França, Grècia, Hongria, Itàlia, Mongòlia, la República Txeca, el Regne Unit, Romania i Turquia. Excavava caus o cercava aixopluc en coves. Igual que alguns ossos d'avui en dia, hibernava. Era l'avantpassat de l'os de les cavernes (U. spelaeus).